# Братские школы
Бра́тские шко́лы — учебные заведения православных братств на территории современных Белоруссии и Украины в XVI—XVII веках.

## Общие сведения
Подавляющее большинство братских школ действовало в Галиции, Подляшье, на Волыни, а также Поднепровье. Целью их создания было обеспечить образование, основанное на православных культурных традициях, в противовес католическим. При этом предполагалось, что объём получаемого материала не будет уступать аналогичным польским или западно-европейским школам. Поэтому в программу крупнейших братских школ, в Вильно, Львове, Луцке, Киеве, входило, например, изучение курсов грамматики церковнославянского, греческого, а впоследствии и латинского языков, а также диалектики, риторики, арифметики, геометрии, астрономии и музыки.

## Особенности обучения
В основе деятельности лежал принимавшийся братством устав, за образец которого обычно брали устав Львовского братского учебного заведения — «Порядок школьный» (1586). В нём излагалась методика обучения и воспитания, обязанности учителя и учеников. Интересно, что круг предметов, которые должны были изучать дети, определялся родителями на собраниях братств, равно как и выбирались учителя. Во главе школы стоял ректор, а состояла она обычно из 3—5 классов. После получения начальной подготовки ученики приступали к изучению «семи свободных искусств».
Судя по типичным уставам братских школ, декларируемое отношение учителя к ученику зависело только от успехов последнего, а школы, будучи общесословными, существовали на основе общедоступности, принципа равенства всех учеников, независимо от происхождения и достатка. Там совместно обучались как дети состоятельных мещан, плата за обучение с которых бралась по доходам, так и бедные сироты, о которых заботилось само братство.
Культурно-образовательный уровень школ зависел от возможностей братства и конкретного преподавательского состава, который, часто отвечал самым высоким требованиям. Учителя составляли и издавали учебники, были авторами полемических произведений, стихов и т. п. В разное время, в числе прочих к таким преподавателям относились: С. Зизаний и Л. Зизаний, И. Борецкий, М. Смотрицкий, З. Копистенский, К. Сакович.